# Сагами (залив)
Сага́ми (яп. 相模湾 Сагамиван, Сагамский залив) — залив в северо-западной части Тихого океана, вдающийся в юго-западное побережье японского острова Хонсю.
Залив омывает берега префектуры Канагава.
Залив имеет полукруглую форму и в узком смысле определён как акватория, ограниченная на западе мысом Манадзуру (яп. 真鶴岬) у основания полуострова Идзу, а на востоке — островом Дзёгасима у южной оконечности полуострова Миура. В широком смысле залив Сагами включает в себя также находящийся к югу от этой воображаемой линии плёс Сагами-Нада, то есть он ограничен полуостровами Идзу и Босо. В устье залива (устье плёса Сагами) расположен большой остров Идзуосима, разделяющий его на два прохода.
Глубина залива достигает 1200 м. Ширина устья залива — 60 км, расстояние от него до северного берега — около 55 км.
Залив Сагами лежит на стыке Филиппинской и Охотской тектонический плит, вследствие чего является одним из самых тектонически активных районов земли. Например, в заливе располагался эпицентр великого землетрясения Канто. Через центральную часть залива в северно-южном направлении проходит подводный жёлоб Сагами, также до залива доходит подводный хребет Идзу. В западной части залива, лежащей на Филиппинской плите, дно покрыто подводными вулканами четвертичного периода. Дно центральной части залива занято конусом выноса Токийского каньона и заполненным грубыми гранитными осадками жёлобом Сагами. Восточная часть залива имеет более ровное дно.
Значительное влияние на воды Сагами оказывает тёплое течение Куросио. В залив попадают богатые питательными веществами воды Токийского залива и некоторых загрязнённых рек, из=за чего начиная с 1980-х годой порой наблюдается эвтрофикация прибрежных вод.
В него впадают реки Сагами, Сакаи, Сакава (яп. 酒匂川), Тагоэ (яп. 田越川), Морито (яп. 森戸川) и Хаякава.
В заливе распространено рыболовство благодаря богатству морских существ. Промысловое значение имеют жёлтохвостая лакедра, ставрида и макрель. На начало XXI века ежегодный вылов составляет около 30 тыс. тонн.